# Carlos Sahakian

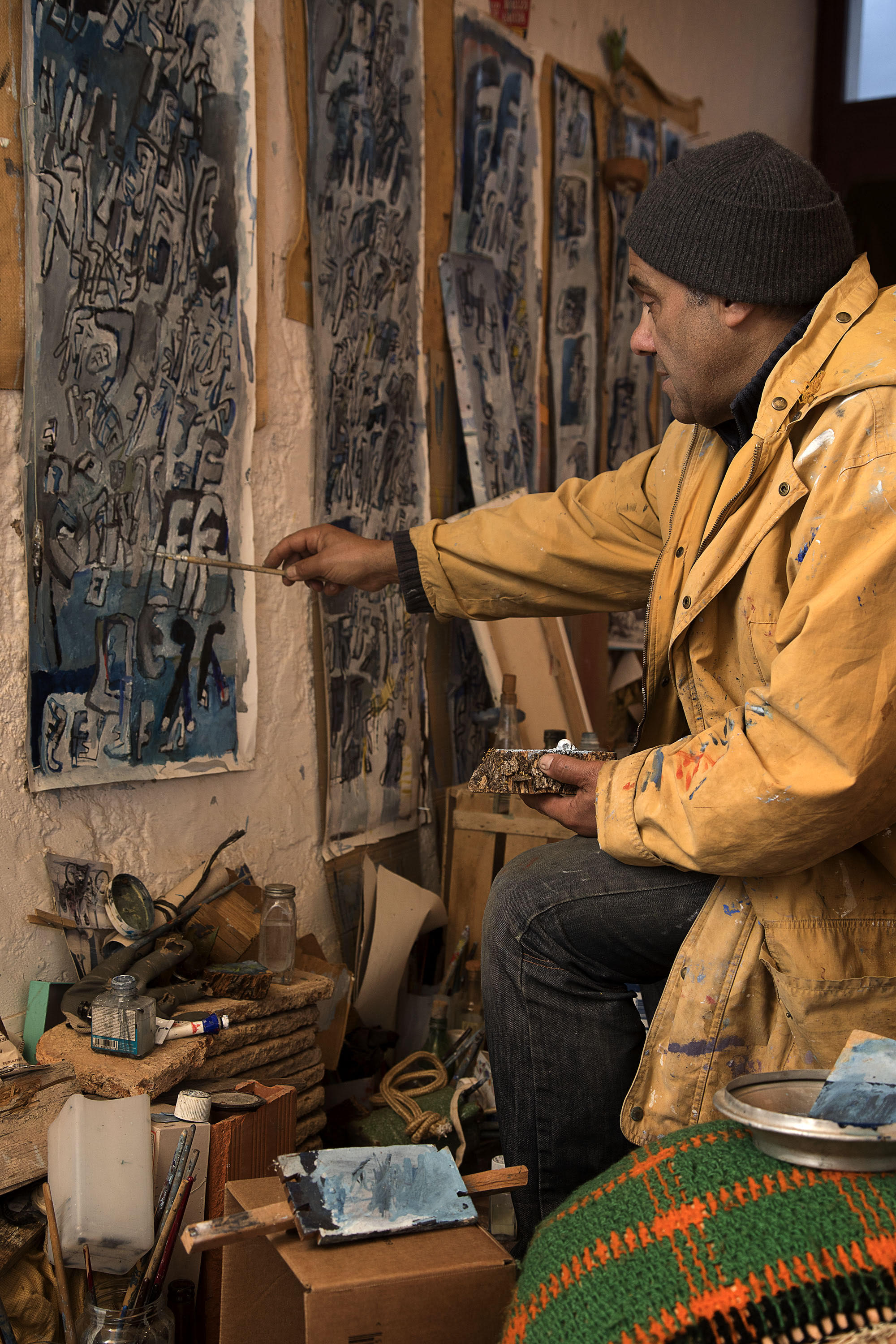
Carlos Sahakian in seinem Atelier, Castelo de Vide, Photographie von Antonio Falcao, 2019

Carlos Sahakian (armenisch Կառլոս Սահակյան, armenisch auch Ardaches Sahakian Արտաշես Սահակյան; geboren am 3. August 1957 in Montevideo) ist ein französisch-uruguayischer Künstler und Dichter armenischer Herkunft.

## Biographie
Carlos Sahakian begann seine künstlerische Ausbildung bei Echenique und Montiel in der Construcción-Werkstatt in Uruguay. Ab 1977 als politischer Flüchtling in Frankreich aufgenommen, setzte er sein Studium in Kunstgeschichte an der Universität von Vincennes fort und schloss sich der Gruppe der bildenden Künstler des lateinamerikanischen Raums in Paris an.
Er nahm an zahlreichen Gruppenausstellungen insbesondere in Frankreich, Spanien, Ägypten und Uruguay teil. Anfang der neunziger Jahren werden seine Werke durch zwei Ausstellungen in Frankreich (Conches en Ouche) und in Uruguay (Alliance Française) dem breiten Publikum präsentiert.
Carlos Sahakian verwendet seit seinen Anfängen hauptsächlich die Ölgemälde-Technik. In seinen in den 1980er und 1990er Jahren in Paris gemalten Werken spielt der Künstler mit Farben und Texturen, um seinen Gemälden einen verschwommenen und traumhaften Eindruck zu verleihen. "Carlos Sahakians Werke sind wie aufsteigende visuelle Gedanken (...), sie erinnern an die besten Errungenschaften der lyrischen Abstraktion und bilden eine harmonische und effiziente Reihe verfeinerter Strukturen mit mehreren Ausführungen" (Alice Gall).
Gleichzeitig wird seine Poesie in Uruguay und Frankreich veröffentlicht. Seine Gedichtsammlung Color Hombre erhielt 1988 den ersten Preis des Gedichtwettbewerbs „Apartheid Basta“ („Nieder mit der Apartheid“).
Laut dem uruguayischen Dichter und Essayisten Luis Bravo ist das poetische Werk von Carlos Sahakian Teil der „kontrakulturellen Bewegung“ Uruguays.
Seit 2010, nach einer mehr als 15-jährigen Pause, stellt Carlos Sahakian wieder aus. Er hat mehrere Ausstellungen in Europa und Lateinamerika organisiert, insbesondere in Paris 2012 und in Lissabon 2019.

## Engagement
In Frankreich als politischer Flüchtling der militärischen Diktatur in Uruguay, ist Carlos Sahakian ein Künstler, der sich für mehrere Sachen eingesetzt hat, wie gegen autoritäre Regime in Lateinamerika, und die Apartheid und für die Rechte der Minderheiten. Er stammt aus einer armenischen Familie, die den Völkermord an den Armeniern überlebt hat und engagiert sich für Armenien.
Als Uruguay 2014 20 syrische Flüchtlingsfamilien aufgenommen hat, schenkte der Künstler eines seiner Werke der Stadt von Montevideo. Im Rahmen der Übergabe des Gemäldes wird eine Rede des Künstlers gelesen: „100 Jahre nach dem Völkermord an den Armeniern, nimmt Uruguay erneut Flüchtlinge auf. Vor 100 Jahren kamen meinen Eltern und Großeltern und wahrscheinlich gibt es heute in diesen Flugzeugen, einige Kinder, die morgen auch uruguayische Maler sein werden. Meine Familien bleibt der Republik Östlich des Uruguay ewig dankbar.“

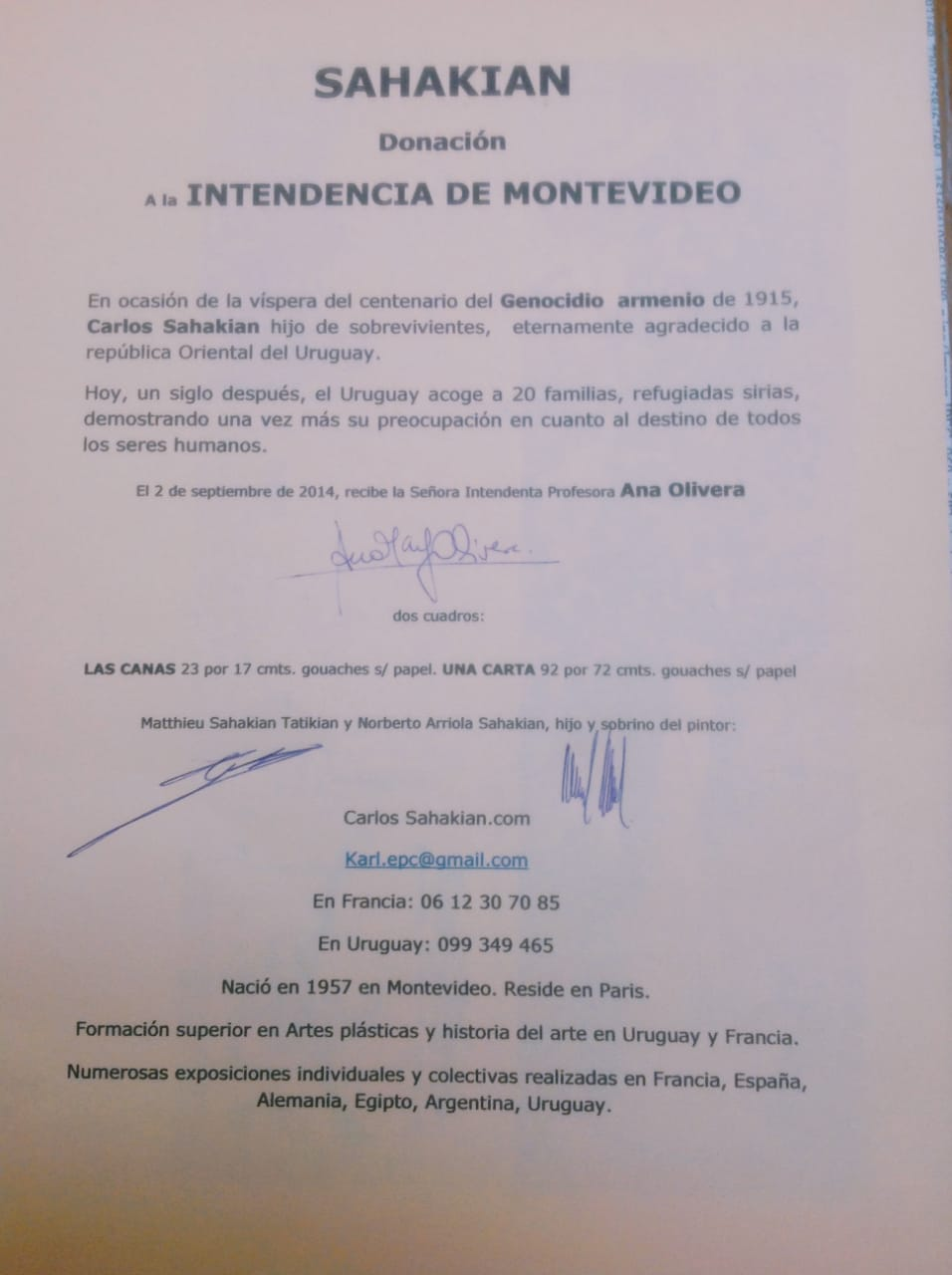
Bild des Zeugnisses der Schenkung (2. September 2014)
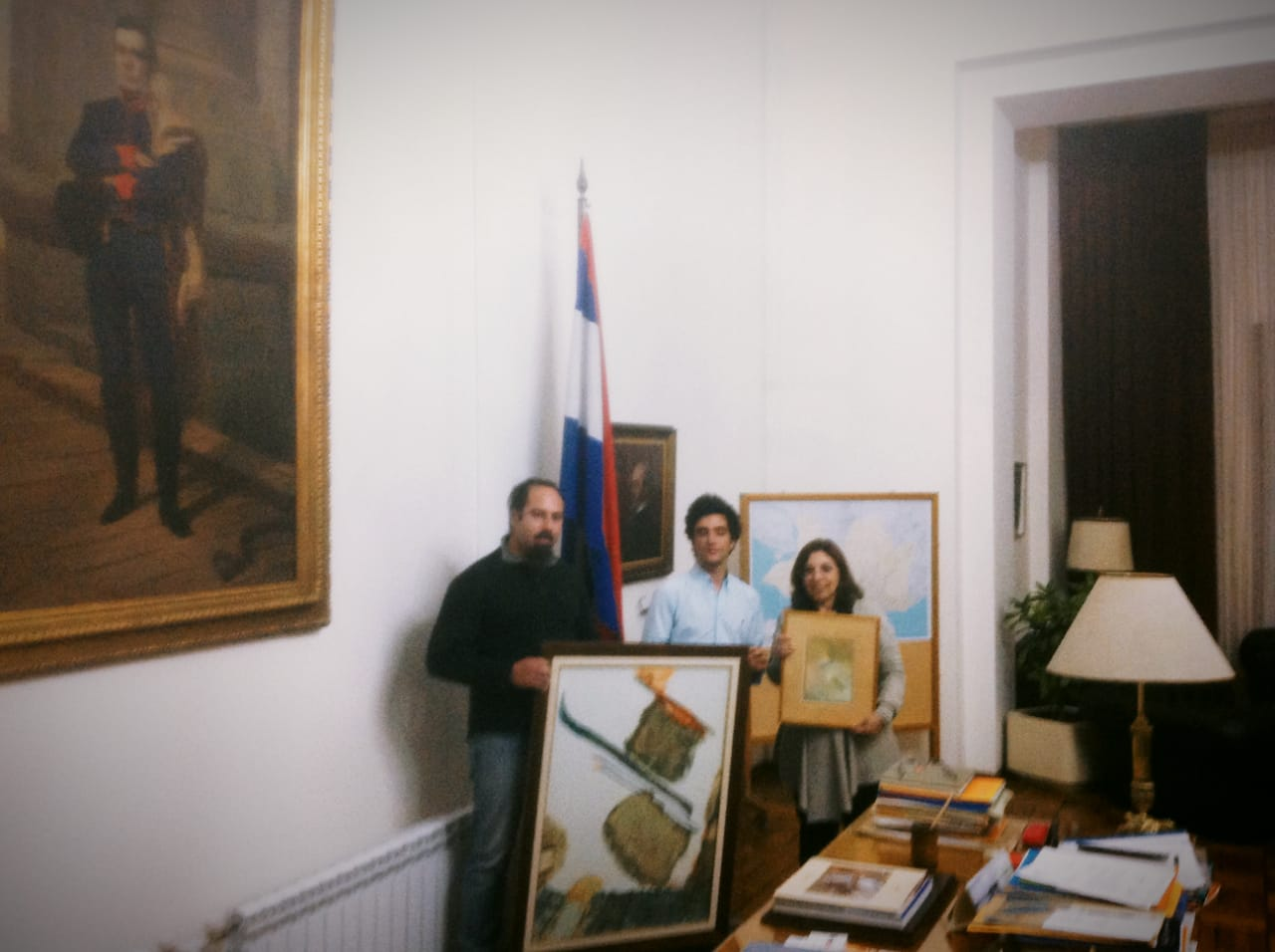
Matthieu Sahakian, der Sohn des Künstlers und sein Neffe Norberto Arriola übergeben das Gemälde, Photographie (2. September 2014)

Insbesondere während des Kriegs in Bergkarabach von 2020 engagierte sich der Künstler, indem er den Gemeinderat seiner portugiesischen „Einsiedelei“ von Castelo de Vide mobilisiert, ein Antrag zur Unterstützung Armeniens und Arzachs zu stellen.
Bereits in den 1980er Jahren hatte Carlos Sahakian während des Erdbebens von 1988 dazu beigetragen, eine Spende lateinamerikanischer Künstler ins Leben zu rufen, indem er ein Wohltätigkeitskonzert im großen Amphitheater von der Sorbonne, „l’Amérique Latine pour l’Arménie“ („Lateinamerika für Armenien“) organisierte.

## Veröffentlichungen
- Paris en Botella. Monte Sexto, 1986.
- Pronaos. la Carpe, 1990.
- Alfajias de Montevideo. Proyeccion, 1992.
- Color Hombre. I.N.C.L.A., 1988.

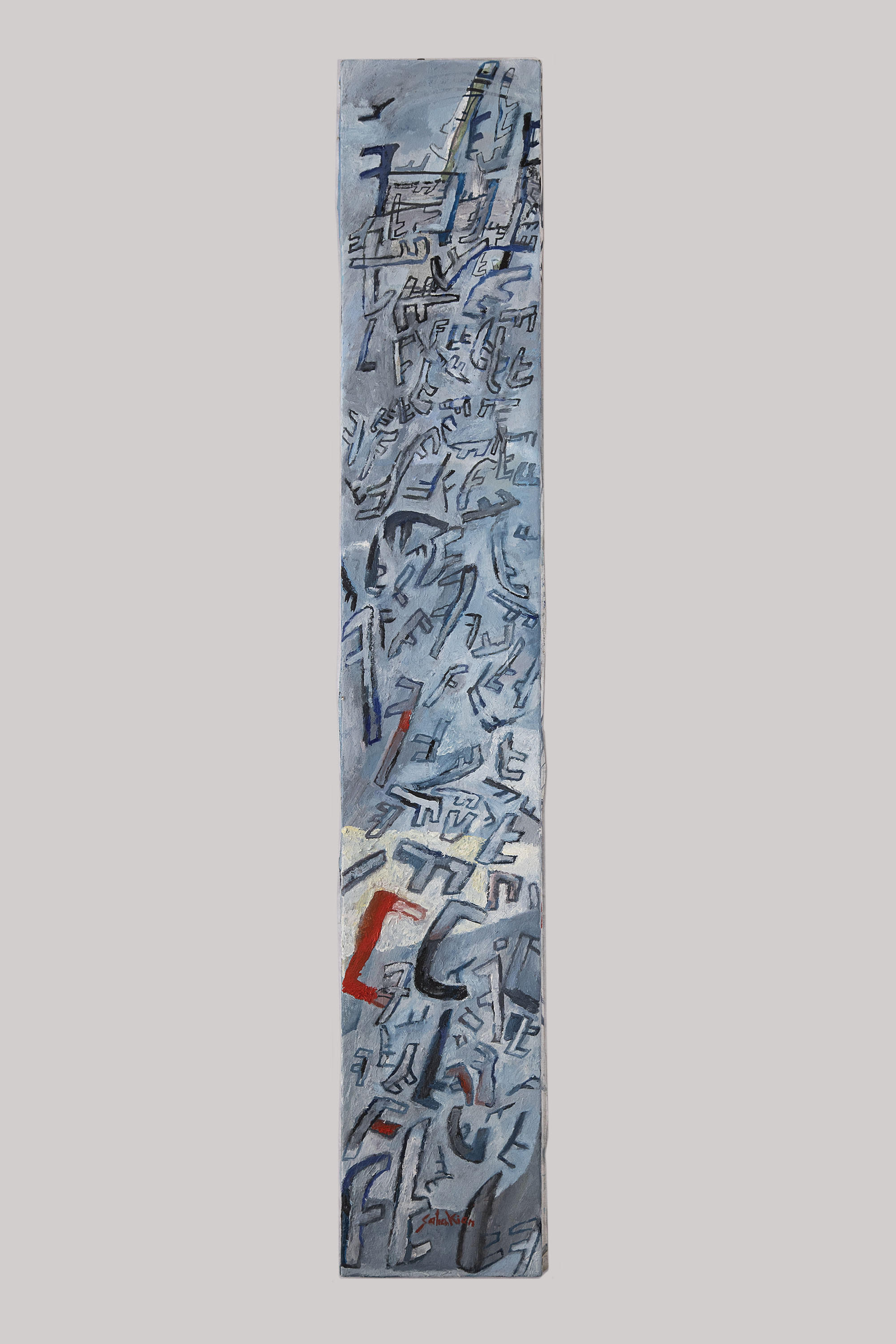
Arax luminoso y recuerdos Ölmalerei (25 × 135 cm), Photographie von Antonio Falcao, Castelo de Vide, 2019.
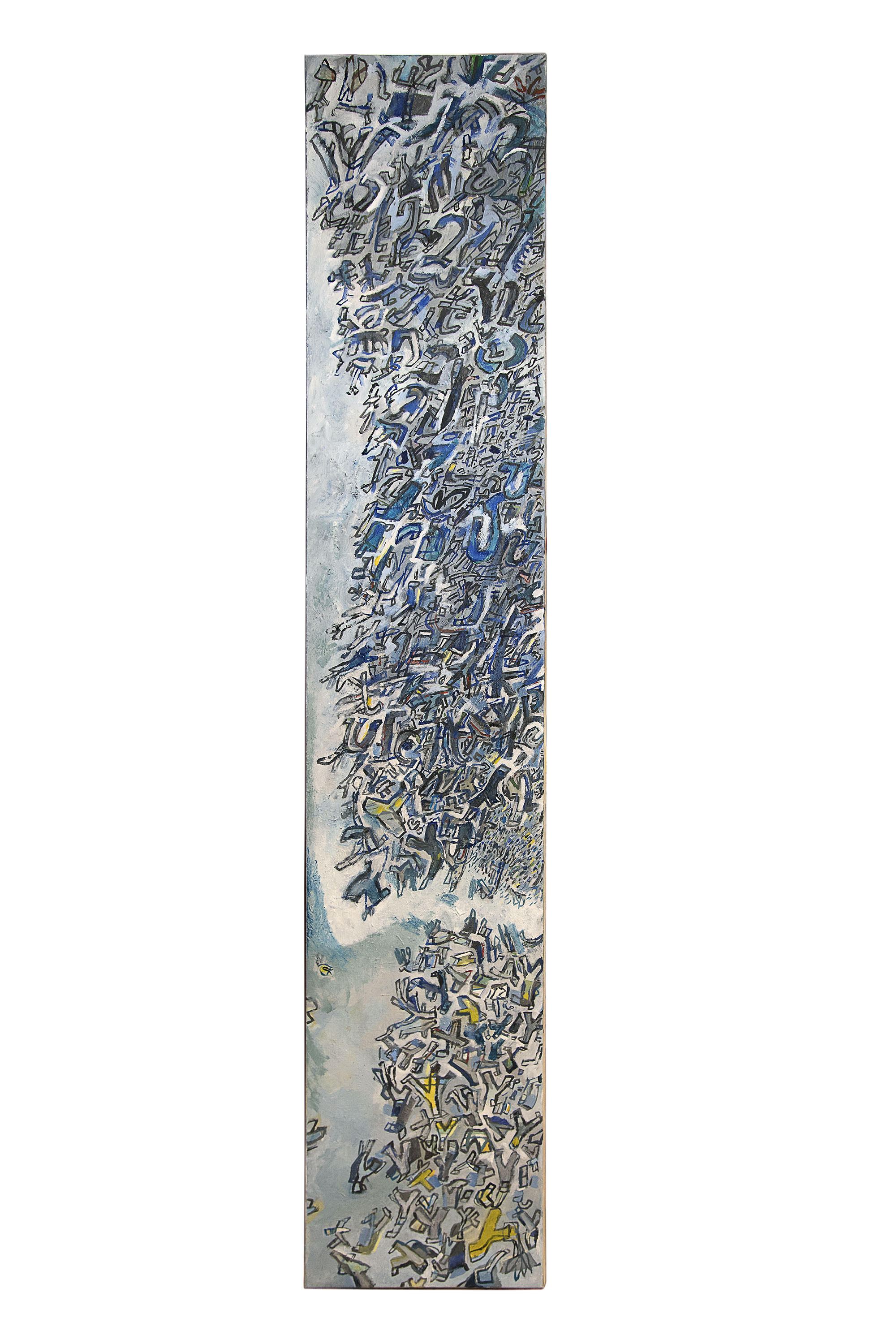
Un recuerdo de infancia de Mesrop Mashtots, Ölmalerei (17 × 137 cm), Photographie von Antonio Falcao, Castelo de Vide, 2019.
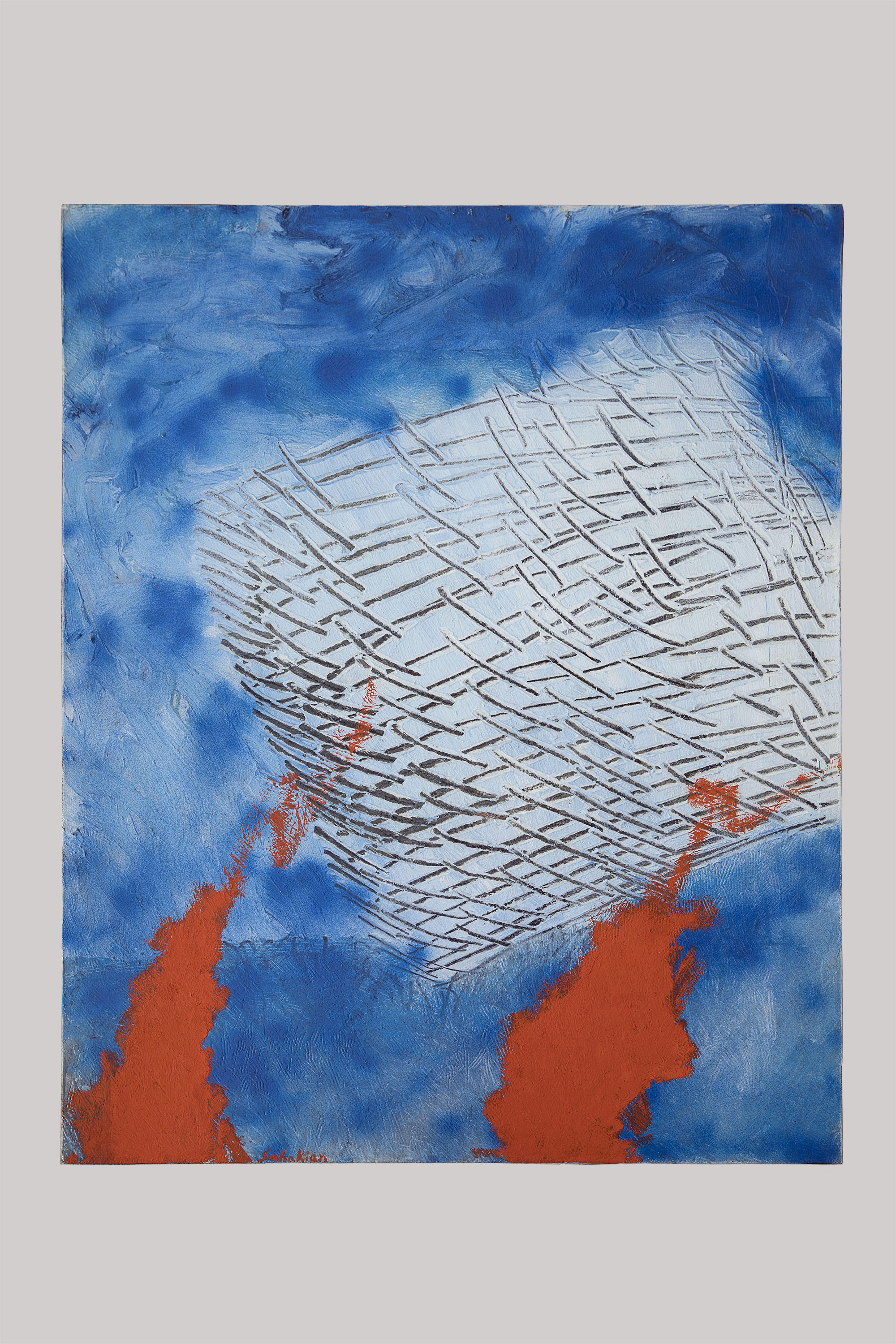
El Ombu y el espectro, Ölmalerei (90 × 120 cm), Dourdan, 2016.